# أكسيد الجرمانيوم الرباعي
أكسيد الجرمانيوم الرباعي (أو ثنائي أكسيد الجرمانيوم) مركب لاعضوي للجرمانيوم صيغته GeO2، ويوجد على هيئة صلب بلوري أبيض.

## التحضير
يحضر هذا المركب من التفاعل المباشر بين عنصري الجرمانيوم والأكسجين وذلك بحرق عنصر الجرمانيوم في وسط غني بالأكسجين.
{\displaystyle \mathrm {Ge+O_{2}\rightarrow GeO_{2}} }
كما يستحصل أيضاً من حلمهة كلوريد الجرمانيوم الرباعي؛ إذ على العكس من السيليكون الذي يعطي عند حلمهة أملاحه الكلورية أحماض السيليسيك، فإنه لا توجد للجرمانيوم هيدروكسيدات مستقرة، إنما ينتج ثنائي أكسيد الجرمانيوم اللامائي:
{\displaystyle \mathrm {GeCl_{4}+2\ H_{2}O\rightarrow GeO_{2}+4\ HCl} }

## الخواص
يوجد المركب في الشروط القياسية على هيئة صلب أبيض بلوري، وللبنية البلورية للمركب شكلان، أحدهما سداسي سطوح والآخر رباعي سطوح. ويعطي تسخينه مع الجرمانيوم عند درجات حرارة تفوق 1000 °س مركب أكسيد الجرمانيوم الثنائي GeO.
ينحل ثنائي أكسيد الجرمانيوم بشكل ضعيف في الماء، ويؤدّي تفاعل هذا المركب مع القلويّات إلى الحصول على مركّبات الجرمانات.

## الاستخدامات
يتميّز أكسيد الجرمانيوم الرباعي بارتفاع قيمة معامل الانكسار وانخفاض قيمة التشتّت البصري ممّا يجعله ملائماً بشكلٍ كبيرٍ لعددٍ من التطبيقات البصرية، مثل العدسات واسعة الزاوية، والأجهزة المجهرية، وفي نوى الألياف البصرية. حلّ ثنائي أكسيد الجرمانيوم (الجرمانيا) مكان ثنائي أكسيد التيتانيوم (التيتانيا) على هيئة عامل إشابة لألياف السيليكا، ممّا أدّى إلى حلّ مشكلة ارتفاع درجة الحرارة، والتي كانت تجعل الألياف البصرية هشّةً.